# Piktština
Piktština je mrtvý jazyk, který používal kmen Piktů žijících na území Skotska. Piktština byla postupně nahrazována skotskou gaelštinou, až piktština na začátku 12. století zcela zmizela. O podobě piktštiny není mnoho známo, jedinými zdroji o podobě jazyka je několik málo písemných památek, zapsaných v písmu ogam a vyrytých do kamenů. Dalšími zdroji jsou slova přejatá z piktštiny ve skotské gaelštině, osobní piktská jména v různých záznamech nebo některé místní názvy ve Skotsku (z piktštiny pocházejí názvy měst Aberdeen, Perth, Cupar, Keith nebo Kirkcaldy).
Piktština se obvykle řadí mezi keltské jazyky, jelikož s ostatními keltskými jazyky (například s velštinou) vykazuje určité podobnosti. Existuje také teorie, která není příliš přijímána, ale není ani vyvrácena; ta tvrdí, že piktština není indoevropský jazyk, ale že je to jazyk původních obyvatel britských ostrovů, kteří zde žili před příchodem indoevropských Keltů. Jelikož je o podobě piktštiny známo jen velmi málo, označuje se někdy jako neklasifikovaný jazyk.